# Яванский дикобраз
Ява́нский дикобра́з (лат. Hystrix javanica) — млекопитающее из рода настоящих дикобразов (Hystrix) семейства дикобразовых (Hystricidae).
Является эндемиком Индонезии. Этот вид обитает на Яве, Бали, Сумбава, Флорес, Ломбок и Мадура. Существует запись с острова Сулавеси, датируемая концом 1800-х, куда яванские дикобразы, видимо, были интродуцированы с острова Флореса.